# Zjednoczona Partia Narodowa Brunei
Zjednoczona Partia Narodowa Brunei (Partai Perpaduan Kebang-Saan Brunei, PPKB) – od 2007 roku jedna z dwóch nielegalnych partii politycznych w Brunei, utworzona w 1986 roku. W 2007 roku władze Brunei zdelegalizowały  PPKB, którego liderem jest (stan na 2013) Abdul Latif bin Chuchu oraz Ludową Partię Świadomości (skrót: PAKAR, lider: Awang Haji Maidin bin Haji Ahmad).